# Swiatłana Piszcz
Swiatłana Siarhiejeuna Piszcz (biał. Святлана Сяргееўна Пішч, ros. Светлана Сергеевна Пищ, Swietłana Siergiejewna Piszcz; ur. 16 sierpnia 1965 w Tarangule, w rejonie lenińskim Kazachskiej SRR) – białoruska polityk, w latach 2008–2012 deputowana do Izby Reprezentantów Zgromadzenia Narodowego Republiki Białorusi IV kadencji.

## Życiorys
Urodziła się 16 sierpnia 1965 roku we wsi Taranguł, w rejonie lenińskim obwodu północnokazachstańskiego Kazachskiej SRR, ZSRR. Ukończyła Białoruski Instytut Orzecznictwa ze specjalnością „rachunkowość księgowa, analiza, audyt” i Akademię Zarządzania przy Prezydencie Republiki Białorusi ze specjalnością „administracja publiczna i prawo”. Pracowała jako księgowa, ekonomistka, dyrektor sklepu spółki „Garant-Sierwis”, dyrektor generalna tej spółki w Baranowiczach. Była deputowaną do Baranowickiej Miejskiej Rady Deputowanych.
27 października 2008 roku została deputowaną do Izby Reprezentantów Zgromadzenia Narodowego Republiki Białorusi IV kadencji z Baranowickiego-Wschodniego Okręgu Wyborczego Nr 6. Pełniła w niej funkcję członkini Stałej Komisji ds. Budownictwa Państwowego, Samorządu Lokalnego i Regulacji. Od 13 listopada 2008 roku była członkinią Narodowej Grupy Republiki Białorusi w Unii Międzyparlamentarnej.

## Życie prywatne
Swiatłana Piszcz jest mężatką, ma dwóch synów.